# Pietro Capuano (zm. 1236)
Pietro Capuano (zm. 23 marca 1236) – włoski teolog, filozof i kardynał.
Pochodził z Amalfi z rodziny seniorów Kapua i był bratankiem kardynała Pietro Capuano (zm. 1214). Studiował teologię, uzyskał tytuł magistra i został profesorem na Uniwersytecie Paryskim (1206). W 1218 został wyświęcony na papieskiego subdiakona i przeszedł do pracy w kurii papieskiej. 25 kwietnia 1219 wybrano go na łacińskiego patriarchę Antiochii, prawdopodobnie jednak nie objął tego urzędu, gdyż już kilka miesięcy później papież Honoriusz III mianował go kardynałem diakonem San Giorgio in Velabro. Podpisywał bulle papieskie między 15 grudnia 1220 a 26 lutego 1236. Uczestniczył w papieskiej elekcji 1227. W 1234 był legatem wobec cesarza Fryderyka II. Napisał dzieła Ars concionandi = Rosa alphabetica (z gramatyki) oraz Summa (z filozofii), natomiast długo przypisywana mu Summa z teologii jest w rzeczywistości autorstwa jego wuja Pietro Capuano.
Nekrologi opactwa Montecassino oraz rzymskiego kościoła SS. Ciriaco e Nicola zarejestrowały jego śmierć pod dniem 23 marca, jednak bez podania roku. W historiografii od XVI wieku podaje się najczęściej, że zmarł w 1242, co jednak jest mało prawdopodobne, gdyż z pewnością nie uczestniczył on w papieskiej elekcji po śmierci Grzegorza IX (22 sierpnia 1241). Z uwagi na datę jego ostatniego podpisu na bulli papieskiej najbardziej prawdopodobne wydaje się, że zmarł już w 1236 roku, a w każdym razie nie później niż w 1241.